# Ой не ходи, Грицю
«Ой, не ходи́, Гри́цю, та й на вечорни́ці» — українська народна пісня лiтературного походження кiнця XVIII століття. Авторство приписується напівлегендарній поетесі і співачці Марусі Чурай. Існують декілька мелодій на цей текст. Найвідоміша з цих мелодій вперше з'являється в опері «Козак-стихотворец» (1812), музику до якої написав Каттеріно Кавос.

## Твори за мотивами пісні
Сюжет пісні неодноразово використовувався українськими поетами, прозаїками та драматургами — він ліг в основу близько десяти повістей, романів, кількох драм і поем. Одними з найвідоміших є повість Ольги Кобилянської «В неділю рано зілля копала» та історичний роман у віршах «Маруся Чурай» Ліни Костенко (1979, 1983).
Також сюжет пісні ліг в основу балади Левка Боровиковського «Чарівниця», небилиці Степана Руданського «Розмай», однойменних п'єс Володимира Александрова (1873) і Михайла Старицького «Ой, не ходи, Грицю, та й на вечорниці» (1892), драми Григорія Бораковського «Маруся Чурай — українська піснетворка» (1887), драматичної поеми Володимира Самійленка «Маруся Чураївна» (1896).

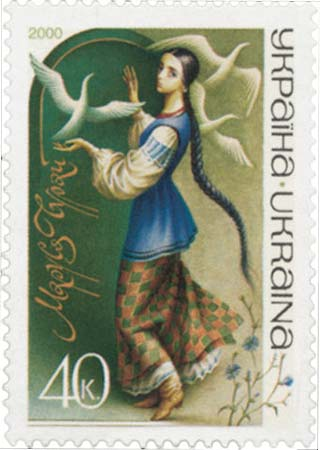
Маруся Чурай на українській марці

У ХХ столітті за мотивами пісень Чураївни та про неї писали свої твори, крім Ольги Кобилянської і Ліни Костенко, Маруся Вольвачівна (п'єса «Охайнулась, та пізно»), Степан Васильченко, Іван Сенченко та Іван Микитенко (історична п'єса «Маруся Чурай», 1934).
Саму пісню на початку XIX століття перекладено німецькою та французькою мовами.
Її також використано в низці творів світової музики, в тому числі і композитором Ференцом Лістом.
Збірку пісень Чурай та біографічний нарис про неї Л. Кауфмана видано під назвою «Дівчина з легенди — Маруся Чурай» (Київ, 1967 і 1974).
У п'єсі Олеся Барліга «Демона викликаю, Тамаро», дія якої відбувається у потойбічному світі, до якого потрапляють душі самогубць, пісню «Ой не ходи, Грицю…» виконує одна з героїнь твору.

## Кліпи
- Яна Брилицька — Гриць (2018)
- NAVKA — Ой не ходи Грицю (2020) в рамках проєкту «Україна в піснях»